# MTV Movie Awards 2010
19. gala MTV Movie Awards odbyła się 6 czerwca 2010 w Los Angeles w stanie Kalifornia. Gospodarzem imprezy był Aziz Ansari.

## Występy
- Christina Aguilera − „Bionic”, „Not Myself Tonight”, „Woohoo”
- Katy Perry i Snoop Dogg − „California Gurls”
- Jennifer Lopez i Tom Cruise − „Get Right”

## Prezenterzy
| - Adam Sandler - Anna Kendrick - Aubrey Plaza - Betty White - Bradley Cooper - Cameron Diaz - Chris Rock - Christopher Mintz-Plasse - David Spade - Sean „Diddy” Combs - Eva Mendes - Jason Segel | - Jessica Alba - Jessica Biel - Jonah Hill - Kevin James - Kieran Culkin - Kristen Stewart - Mark Wahlberg - Michael Cera - Miranda Cosgrove - Paul Rudd - Rob Schneider | - Robert Pattinson - Russell Brand - Scarlett Johansson - Shaun White - Steve Carell - Taylor Lautner - T.I. - Tom Cruise - Vanessa Hudgens - Will Ferrell - Zac Efron |

## Nominacje

### Najlepszy film
- Saga „Zmierzch”: Księżyc w nowiu
- Alicja w Krainie Czarów
- Avatar
- Kac Vegas
- Harry Potter i Książę Półkrwi

### Najlepszy aktor
- Robert Pattinson − Saga „Zmierzch”: Księżyc w nowiu
- Zac Efron − 17 Again
- Taylor Lautner − Saga „Zmierzch”: Księżyc w nowiu
- Daniel Radcliffe − Harry Potter i Książę Półkrwi
- Channing Tatum − Wciąż ją kocham

### Najlepsza aktorka
- Kristen Stewart − Saga „Zmierzch”: Księżyc w nowiu
- Sandra Bullock − Wielki Mike. The Blind Side
- Zoe Saldaña − Avatar
- Amanda Seyfried − Wciąż ją kocham
- Emma Watson − Harry Potter i Książę Półkrwi

### Przełomowa rola
- Anna Kendrick − W chmurach
- Quinton Aaron − Wielki Mike. The Blind Side
- Zach Galifianakis − Kac Vegas
- Logan Lerman − Percy Jackson i bogowie olimpijscy: Złodziej pioruna
- Chris Pine − Star Trek
- Gabourey Sidibe − Hej, skarbie

### Najlepszy czarny charakter
- Tom Felton − Harry Potter i Książę Półkrwi
- Helena Bonham Carter − Alicja w Krainie Czarów
- Ken Jeong − Kac Vegas
- Stephen Lang − Avatar
- Christoph Waltz − Bękarty wojny

### Najlepsza rola komediowa
- Zach Galifianakis − Kac Vegas
- Sandra Bullock − Narzeczony mimo woli
- Bradley Cooper − Kac Vegas
- Ryan Reynolds − Narzeczony mimo woli
- Ben Stiller − Noc w muzeum 2

### Najlepszy filmowy pocałunek
- Kristen Stewart i Robert Pattinson − Saga „Zmierzch”: Księżyc w nowiu
- Sandra Bullock i Ryan Reynolds − Narzeczony mimo woli
- Zoe Saldana i Sam Worthington − Avatar
- Kristen Stewart i Dakota Fanning − The Runaways
- Taylor Swift i Taylor Lautner − Walentynki

### Najlepsza walka
- Beyoncé Knowles kontra Ali Larter − Obsesja
- Robert Downey Jr. kontra Mark Strong − Sherlock Holmes
- Hugh Jackman i Liev Schreiber kontra Ryan Reynolds − X-Men Geneza: Wolverine
- Logan Lerman kontra Jake Abel − Percy Jackson i bogowie olimpijscy: Złodziej pioruna
- Sam Worthington kontra Stephen Lang − Avatar

### Najlepszy moment WTF
- Ken Jeong − Kac Vegas
- Bill Murray − Zombieland
- Betty White − Narzeczony mimo woli
- Isabel Lucas − Transformers: Zemsta upadłych
- Megan Fox − Zabójcze ciało

### Najlepsza scena przerażenia
- Amanda Seyfried − Zabójcze ciało
- Sharlto Copley − Dystrykt 9
- Jesse Eisenberg − Zombieland
- Katie Featherston − Paranormal Activity
- Alison Lohman − Wrota do piekieł

### Największy twardziel
- Rain − Ninja zabójca
- Angelina Jolie − Salt
- Chris Pine − Star Trek
- Channing Tatum − G.I. Joe: Czas Kobry
- Sam Worthington − Avatar i Starcie tytanów

### Globalna Supergwiazda
- Robert Pattinson
- Johnny Depp
- Taylor Lautner
- Daniel Radcliffe
- Kristen Stewart

### Nagroda specjalna Pokolenia MTV
- Sandra Bullock